# St. Walburgis und St. Nikolaus (Beyerberg)

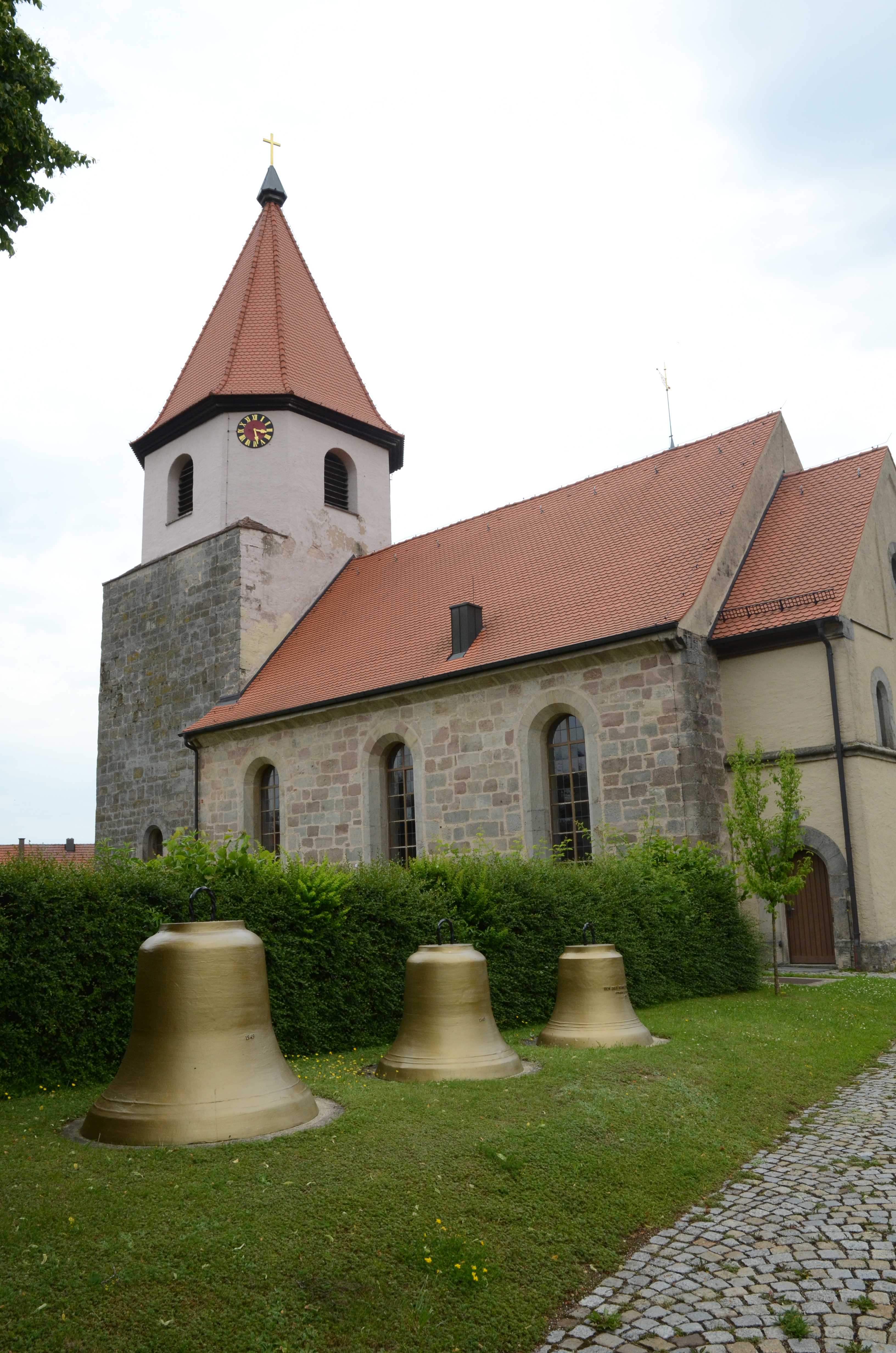
St. Walburgis und St. Nikolaus (Beyerberg)

Die evangelische Pfarrkirche St. Walburgis und St. Nikolaus ist ein denkmalgeschütztes Kirchengebäude, das in Beyerberg, einem Gemeindeteil der Gemeinde Ehingen im Landkreis Ansbach (Mittelfranken, Bayern) steht. Das Bauwerk ist unter der Denkmalnummer D-5-71-141-10 als Baudenkmal in die Bayerische Denkmalliste eingetragen. Die Kirchengemeinde gehört zum Evangelisch-Lutherischen Dekanat Wassertrüdingen im Kirchenkreis Ansbach-Würzburg der Evangelisch-Lutherischen Kirche in Bayern.

## Beschreibung
Der unverputzte Chorturm aus dem 14. Jahrhundert wurde 1781/83 mit einem achteckigen verputzten Geschoss aufgestockt, das die Turmuhr und den Glockenstuhl beherbergt, und mit einem achtseitigen, spitzen Helm bedeckt. Der Chor, d. h. das Erdgeschoss des Turms ist mit einem Kreuzrippengewölbe überspannt, das mit einer Deckenmalerei vom Ende des 14. Jahrhunderts versehen ist, auf dem die Symbole der vier Evangelisten dargestellt sind. Das Langhaus und der eingezogene Anbau für das Vestibül und das Portal der Saalkirche wurden 1848/52 angefügt. Beide sind mit Satteldächern bedeckt. Der Innenraum des Langhauses hat umlaufende Emporen und ist mit einer Flachdecke überspannt. Das um 1700 entstandene Gemälde vom Abendmahl gehörte ursprünglich zu einer Predella. 